# Петит
Брильянт (3 пт)
Діамант (4 пт)
Перл (5 пт)
Агат (5,5 пт)
Нонпарель (6 пт)
Міньйон (7 пт)
Петит (8 пт)
Боргес (9 пт)
Корпус (10 пт)
Філософі (11 пт)
Цицеро (12 пт)
Мітел (14 пт)
Терція (16 пт)
Парангон (18 пт)
Текст (20 пт)
Подв. цицеро(24 пт)
Петит (дрі́бень)  (1/6 квадрата) (від фр. petit — маленький) — друкарський шрифт, кеґель (розмір) якого дорівнює 8 пунктам (близько 3 мм). Один з найпоширеніших шрифтів. Широко застосовується при наборі основного тексту довідково-енциклопедичних видань, газет, часописів. У виданнях із більшим шрифтом дрібень використовується для набору підписів під ілюстраціями, виносок, анотацій, таблиць, формул.

## Класифікація
Назва кеґлю різними мовами
| Українська | Німецька       | Французька | Голландська | Італійська | Іспанська |
| ---------- | -------------- | ---------- | ----------- | ---------- | --------- |
| Петит      | Petit, Jungfer | Gaillarde  | Galjard     | TTestino   | Gallarda  |

Розміри кеґлю Дрібень у різних типографських системах:
| Система                               | Кеґль метричний (у пунктах) | Розмір у мм | Кеґль системи |
| ------------------------------------- | --------------------------- | ----------- | ------------- |
| Німецько-французька нормальна система | 8                           | 3,008       | 8             |
| Система Фурньє                        | 7,4                         | ""          | 8             |
| Німецька (Ляйпціґська) система        | 7,65                        | ""          | 4             |
| Англійська система Вільяма Кеслона    | 7,3                         | ""          | 111           |
| Англо-американська пунктова система   | 7,5                         | 2,81        | 8             |